# Athina Lexutt
Athina Lexutt (* 3. Februar 1966 in Worms) ist eine deutsche evangelische Kirchenhistorikerin.

## Leben
Nach dem Abitur am Anno-Gymnasium in Siegburg 1985 studierte Lexutt von 1985 bis 1991 evangelische Theologie, Germanistik, Philosophie und Latein an der Universität Bonn. Von 1989 bis 1991 war sie studentische Hilfskraft und Tutorin am Institut für Sozialethik und in der Philosophie. Während ihre Studiums erhielt sie eine Förderung durch das evangelische Studienwerk Villigst. Ab  1994 war Lexutt wissenschaftliche Mitarbeiterin am DFG-Forschungsprojekt Edition der Akten und Berichte der Religionsgespräche von Hagenau, Worms und Regensburg tätig. Nach Abschluss des Studiums der Theologie 1991 mit dem Grad des Magisters und der Promotion 1994 in Bonn mit einer Arbeit über Das Rechtfertigungsverständnis in den Religionsgesprächen von Hagenau, Worms und Regensburg 1540/41, war sie von 1994 bis 1995 wissenschaftliche Assistentin am Lehrstuhl für Kirchengeschichte. Im Anschluss arbeitete Lexutt bis 2001 als wissenschaftliche Assistentin am Lehrstuhl für Kirchengeschichte und zugleich als Studieninspektorin am Evangelischen Theologischen Stift der Universität Bonn (Hans-Iwand-Haus). Nach der Ordination 2000 zur Prädikantin in der Evangelischen Kirche im Rheinland folgte im gleichen Jahr die Habilitation im Fach Kirchengeschichte mit einer Arbeit über Lutherisches Bekenntnis und Praxis pietatis. Untersuchung zum theologischen Profil Johann Arndts. Seit 2002 hat sie die Professur für Kirchengeschichte an der Universität Gießen inne.